# Paul von Waldersee
Graf Paul Hermann Otto von Waldersee (* 3. September 1831 in Potsdam; † 14. Juni 1906 in Königsberg in Franken) war ein deutscher Musikwissenschaftler.

## Leben
Paul Graf von Waldersee stammte aus der preußischen Offiziersfamilie Waldersee. Seine Eltern waren der preußische Oberst Eduard Graf von Waldersee (1793–1867) und dessen Ehefrau Laurette Emma von Alvensleben (1803–1875). Der Familientradition folgend, trat er nach seiner Schulzeit 1848  in das preußische Militär beim 1. Garde Regiment zu Fuß ein.
1871 beendete er seine Militärlaufbahn im Range eines Majors. Er beschäftigte sich für den Rest seines Lebens mit musikwissenschaftlichen Studien, vor allem als Redakteur für den Verlag Breitkopf & Härtel in Leipzig. Ab 1888 lebte er in Königsberg in Franken. Dort starb er 1906 und wurde auf dem städtischen Friedhof bestattet.
Seine bekanntesten Werke sind die von ihm herausgegebene Reihe Sammlung musikalischer Vorträge und die 2. Auflage des Köchelverzeichnisses der Werke Mozarts.

## Veröffentlichungen (Auswahl)
- (Hrsg.): Sammlung musikalischer Vorträge. 5 Serien, Breitkopf & Härtel, 1880–1884.
- Ludwig Ritter von Köchel: Chronologisch-thematisches Verzeichnis sämtlicher Tonwerke Wolfgang Amade Mozarts. Nebst Angabe der verloren gegangenen, angefangenen, übertragenen, zweifelhaften und unterschobenen Compositionen desselben. 2. Auflage, bearbeitet und ergänzt von Paul Graf von Waldersee. Breitkopf & Härtel, Leipzig 1905.